# إراستوس ولس
إراستوس ولس هو شخصية أعمال وسياسي أمريكي، ولد في 2 ديسمبر 1823 في ساكت هاربور في الولايات المتحدة، وتوفي في 2 أكتوبر 1893 في سانت لويس في الولايات المتحدة. نشط حزبياً في الحزب الديمقراطي. وقد انتخب عضو مجلس النواب الأمريكي ‏.